# 春山恵理
春山 恵理（はるやま えり、1979年4月10日 - ）は、フリーアナウンサー。

## 経歴
神奈川県出身。関東学院高等学校を経て法政大学卒業後、北から南まで、全国各地の放送局を渡り歩いてきた。大学卒業後の2002年4月から3年間は、NHK秋田放送局で契約キャスターを務めた。その後は岩手めんこいテレビで勤務。2007年11月、テレビ長崎(KTN)に採用された。当初アナウンサーと報道記者の兼務だったが、2010年8月に情報番組へ配置転換となった。また、川波美幸に代わって地デジ大使の業務を担うようになった。
テレビ長崎での契約終了後も長崎に残り、学生時代からサッカーを見るのが好きだったということもあり、当時JFLのV・ファーレン長崎に転職。広報としてチームのJリーグ昇格に向け後方支援を行っていた。一方で地デジ大使時代の人脈も大事にし、アナログ放送終了時には県内他局の歴代地デジ大使と会食したことがアンカーとなった大使アナウンサーのブログで報告されている。
その後、テレビ西日本が行った報道系の契約社員採用に応募し合格。ニュース番組のリポーター・ニュースリーダーとして出演。しかし2013年8月21日のブログ投稿で、同年9月いっぱいでテレビ西日本を辞め、関東に戻ることを明らかにした。
帰郷後はボイスワークスに所属しフリーアナウンサーとして活動。2014年7月～2016年8月27日まで、文化放送土曜朝（6時～10時）のニュース、天気予報を担当していた。
2016年7月12日～2017年3月26日まで、テレビ埼玉でニュースの代打キャスターなどを担当していた。
2017年、郷里のテレビ神奈川で『tvkニュース』を担当していた。
2018年気象予報士試験に合格。11月に第１子を出産した。

## 出演番組
NHK秋田
- ニュースパークあきた（キャスター）

岩手めんこいテレビ
- mitスーパーニュース
- 定時ニュース

テレビ長崎
- KTNスーパーニュース（リポーター、記者）
- 金よう夕Gopan、土よう!!朝Gopan（2010年8月から2011年3月まで）

テレビ西日本
以下は原則として他の契約社員とのローテーション制による担当である。
- TNCスーパーニュース（ニュースリポート）
- 早朝・深夜枠のニュースにおけるニュースリード

文化放送
- 玉川美沙 ハピリー（ニュース、天気予報) （2014年7月～2016年8月27日まで。）

テレビ埼玉
- テレ玉ニュース（2016年7月12日・9月28日・9月29日・10月24日・11月15日・12月6日・2017年2月22日・2月23日、キャスター）
- EveningNews（2016年7月12日・8月8日・10月24日・12月6日・12月21日、キャスター）
- 情報番組 マチコミ（2017年1月25日、「出張!マチコミボード」リポーター）
- ウィークエンドニュース（2017年2月11日・2月12日・2月18日・2月19日・2月26日・3月4日・3月5日・3月12日・3月18日・3月19日・3月25日・3月26日、キャスター）

テレビ神奈川
- tvkニュース・天気